# Сузетриджин

Сузетриджин (сузетригін), що продається під торговою маркою Journavx (Джорнавкс), є лікарським засобом , що використовується для лікування болю. Це молекула малого розміру, неопіоїдний анальгетик, який працює як селективний інгібітор Nav 1.8 -залежних шляхів передачі больових сигналів у периферичній нервовій системі . Не викликає звикання, характерного для опіоідів. Сузетриджин приймають перорально .
Найпоширенішими несприятливимм реакціями є свербіж, м'язові спазми, підвищення рівня креатинкінази в крові, висип. 
Розроблений компанією Vertex Pharmaceuticals, він був схвалений для медичного використання в США в січні 2025.  Сузетриджин є першими представником нового класу анальгетиків, схваленим Управлінням з продовольства і медикаментів (FDA).

## Медичне використання
Сузетриджин показаний при помірному та важкому болю у дорослих.

### Дієвість
У клінічних дослідженнях, що проводилися до 2024 року, при застосуванні сузетриджину  спостерігалося зменшення болю, як правило, із 7 до 4 балів за стандартною числовою шкалою, яка використовується для оцінки болю.   Сузетриджин забезпечував полегшення болю, у мірі, що відповідала дієвості комбінації гідрокодону та парацетамолу (ацетамінофену) .  
Сузетриджин пригнічує біль на тому ж рівні, що й опіоїди, але без ризику виникнення звикання, седації або передозування.  Як альтернатива опіоїдам, це перший знеболюючий препарат, схвалений FDA за два десятиліття. 
Дієвість сузетриджину оцінювали у двох рандомізованих, подвійних сліпих, плацебо- та активно-контрольованих дослідженнях у пацієнтів з гострим хірургічним болем, після абдомінопластики, та після буніонектомії (видалення "кісточки" на першому пальці стопи).  Обидва дослідження показали, що сузетриджин зменшує біль ефективніше, ніж плацебо. 

## Протипоказання
Одночасне застосування сузетриджину з сильними інгібіторами CYP3A протипоказано. 

## Несприятливі ефекти
Поширеними несприятливими ефектами сузетриджину можуть бути свербіж, висип, м'язові спазми, зростання рівня креатинкінази в крові. Слабкі побічні ефекти включають нудоту, закреп, головний біль, запаморочення. Станом на  2024, довготривала безпека та побічні ефекти залишаються невизначеними.
У попередніх дослідженнях сузетриджин не мав серйозних нейрологічних, поведінкових або серцево-судинних ефектів.

## Взаємодії
Вживання грейпфрута під час використання сузетриджину може спричинити несприятливу взаємодію. 

## Механізм дії
Сузетриджин діє на периферичні нерви, що дозволяє уникнути звикання, яке характерне при вживанні опіоїдів, які впливають на центральну нервову систему.    На відміну від опіоїдних препаратів, які зменшують больові сигнали в мозку, сузетриджин діє шляхом закриття натрієвих каналів у периферичних нервах, перешкоджаючи проведенню нервових сигналів болю в мозок.   
У фармакологічних дослідженнях сузетриджин вибірково пригнічував канали Nav 1.8, але не інгібував інші вольтаж-залежні натрієві канали, і зв’язувався з унікальним місцем на цих натрієвих каналах за допомогою нового алостеричного механізму. 

## Історія
Vertex Pharmaceuticals оголосила в січні 2024 року, що сузетриджин успішно досяг кількох кінцевих точок у фазі III клінічних випробувань.  У липні 2024 року компанія оголосила, що FDA прийняло заявку на реєстрацію нового лікарського засобусузетриджин.  FDA задовольнило заявку за прискореною процедурою та визначило сузетриджин проривною терапією.  

### Статус
Сузетриджин був дозволений для продажу в США в січні 2025 року. 

### Назви
Сузетриджин — міжнародна непатентована назва. 
Сузетриджин продається під торговою маркою Journavx (Джорнавкс).  